# 2MASS J10352455+2507450
2MASS J10352455+2507450 ist ein Brauner Zwerg im Sternbild Leo. Er wurde 2000 von J. Davy Kirkpatrick et al. entdeckt. Er gehört der Spektralklasse L1 an. Seine Position verschiebt sich aufgrund seiner Eigenbewegung jährlich um 0,327 Bogensekunden.